# 歐陽嵩
歐陽嵩（1475年—？），字汝中，江西吉安府泰和縣人，民籍，明朝政治人物。

## 生平
江西鄉試第九十名舉人。正德六年（1511年）中式辛未科會試第十六名，登第三甲第四十七名進士。

## 家族
曾祖歐陽湯，曾任刑部員外郎；祖父歐陽憲，曾任教諭；父歐陽廷臣，母蕭氏。重庆下，兄歐陽相；弟歐陽檜；歐陽崑（同科進士）。